# Округ Логан (Илиноис)
Округ Логан (енгл. Logan County) је округ у америчкој савезној држави Илиноис.

## Демографија
По попису из 2010. године број становника је 30.305, што је 878 (-2,8%) становника мање 2000. године.
| Група             | 2000.          | 2010.          |
| Белци             | 28.247 (90,6%) | 26.586 (87,7%) |
| Афроамериканци    | 2.045 (6,6%)   | 2.285 (7,5%)   |
| Азијати           | 171 (0,5%)     | 184 (0,6%)     |
| Хиспаноамериканци | 503 (1,6%)     | 893 (2,9%)     |
| Укупно            | 31.183         | 30.305         |